# (33408) Mananshah
(33408) Mananshah est un astéroïde de la ceinture principale.

## Description
(33408) Mananshah est un astéroïde de la ceinture principale. Il fut découvert le 12 février 1999 à Socorro (Nouveau-Mexique) par le projet LINEAR. Il présente une orbite caractérisée par un demi-grand axe de 2,23 UA, une excentricité de 0,06 et une inclinaison de 6,1° par rapport à l'écliptique.